# Guus Vogels
Augustinus  Wilhelmus Johannes Marines Vogels, conocido deportivamente como Guus Vogels (nacido el 26 de marzo de 1975 en Naaldwijk) es un exjugador de hockey sobre hierba neerlandés. Desde el año 1996 hasta 2008 participó en 4 Juegos Olímpicos,  consiguiendo un total de tres  medallas olímpicas, dos de ellas de oro. Con 263 internacionalidades, se encuentra entre los 10 jugadores con más partidos internacionales disputados  con los Países Bajos.

## Palmarés[1]
| Juegos               | Disciplina            | Equipo      | Pos | Medalla |
| 1996 Summer Olympics | Hockey                | NED         |     |         |
|                      | Hockey, Men (Olympic) | Netherlands | 1   | Gold    |
| 2000 Summer Olympics | Hockey                | NED         |     |         |
|                      | Hockey, Men (Olympic) | Netherlands | 1   | Gold    |
| 2004 Summer Olympics | Hockey                | NED         |     |         |
|                      | Hockey, Men (Olympic) | Netherlands | 2   | Silver  |
| 2008 Summer Olympics | Hockey                | NED         |     |         |
|                      | Hockey, Men (Olympic) | Netherlands | 4   |         |